# Sławomir Kurant
Sławomir Kurant (ur. 24 stycznia 1962 w Bogatyni, zm. 18 września 2002 w Lubinie) – polski piłkarz, występujący na pozycji pomocnika.

## Życiorys
Na początku seniorskiej kariery grał w Granicy Bogatynia oraz Turowie Zgorzelec. W 1981 roku został piłkarzem Zagłębia Lubin. Z klubem tym wywalczył awans do I ligi (1984/1985) oraz wicemistrzostwo Polski (1989/1990). W Zagłębiu grał do 1990 roku.
Zmarł w Lubinie po chorobie trzustki 18 września 2002 roku. 

## Statystyki ligowe
| Sezon     | Klub           | Liga     | Mecze | Gole |
| --------- | -------------- | -------- | ----- | ---- |
| 1981/1982 | Zagłębie Lubin | III liga | ?     | ?    |
| 1982/1983 | Zagłębie Lubin | II liga  | ?     | ?    |
| 1983/1984 | Zagłębie Lubin | II liga  | ?     | ?    |
| 1984/1985 | Zagłębie Lubin | II liga  | ?     | ?    |
| 1985/1986 | Zagłębie Lubin | I liga   | 28    | 2    |
| 1986/1987 | Zagłębie Lubin | I liga   | 29    | 2    |
| 1987/1988 | Zagłębie Lubin | I liga   | 25    | 1    |
| 1988/1989 | Zagłębie Lubin | II liga  | ?     | ?    |
| 1989/1990 | Zagłębie Lubin | I liga   | ?     | ?    |